# Peter Baumann
Pour les articles homonymes, voir Baumann.
Peter Baumann, né à Berlin le 29 janvier 1953, est un musicien allemand  de musique électronique.

## Biographie
Peter Baumann est surtout connu pour avoir été membre de Tangerine Dream de 1971 à 1977 aux côtés d'Edgar Froese et de Christopher Franke. Il intègre le groupe lors d'une audition en produisant tout un tas d'effets insolites à partir d'un orgue bon marché. La période pendant laquelle Peter officia au sein de Tangerine Dream est considérée par de nombreux fans comme une des plus intéressantes, car c'est durant celle-ci qu'il sortira ses albums essentiels.
Quittant le groupe en 1977, il se lance dans une carrière solo et dans la production d'artistes tel Conrad Schnitzler. Au début des années 1980, il s'installe aux États-Unis.
En 1985, abandonnant sa carrière solo, il crée sa propre maison de disques, Private Music (en), dans laquelle l'on trouve des artistes comme Suzanne Ciani, Yanni, Patrick O'Hearn et même plus tard Tangerine Dream.
Dans les années 1990, il tente un retour à la musique mais cela n'aboutit pas et dans le même temps, il se sépare de Private Music, puis disparaît complètement du monde musical, avant de finalement revenir en 2016.

## Discographie
- Solo :
  - 1976 : Romance 76
  - 1979 : Trans harmonic nights
  - 1981 : Repeat repeat
  - 1983 : Strangers in the night
  - 1991 : Blue Room (Cassette promotionnelle avec Paul HASLINGER et John BAXTER)
  - 1996 : Phase by phase: a retrospective '76 - '81
  - 2016 : Machines of Desire
  - 2019 : Neuland (avec Paul Haslinger)
  - 2025 : Nightfall
- Tangerine Dream :
  - 1971 : Ultima Thule (Single)
  - 1972 : Zeit
  - 1973 : Atem
  - 1974 : Phaedra
  - 1975 : Rubycon
  - 1975 : Ricochet
  - 1976 : Stratosfear
  - 1977 : Sorcerer (Bande originale de film)
  - 1977 : Encore (Album live)

## Discographie parallèle
- 1977 : Welcome to Joyland - Sous le nom de LEDA
- 1978 : Grosses Wassers - Coproducteur sur l'album de CLUSTER
- 1982 : Novels for the Moons - Sous le nom de Howard BEDMAN sur l'album d'AXXESS
- EP :
- 1976 : Bicentennial Present
- 1979 : Biking Up The Strand
- 1981 : Realtimes
- 1981 : Daytime Logic (Extended Dance Mix) (12" single)
- 1982 : The Russians are Coming (12" single, avec Conrad Schnitzler)